# ライティングディレクター
ライティングディレクター（lighting director）とは、テレビ撮影の技術スタッフの中で、照明責任者のことである。頭文字をとって単にエル・ディー（LD）と呼ぶ事が一般的である。照明プランの作成、照明スタッフの統括、他部署との折衝などを行う。
ディレクターの番組意図にそって番組のトーンを構築する。
映画撮影では照明技師、舞台照明では照明デザイナーに相当する。

## 概略
目で見ることを目的とした舞台照明や、フィルムに焼き付けられる事を前提とした映画照明と違い、ビデオカメラで撮影する事を目的としている。そのためビデオカメラとテレビ受像器の特性を理解し照明設計を行う事がテレビ照明の大きな特徴である。
テレビ番組にはドラマ、音楽、バラエティー、ニュース、中継、ドキュメンタリーなど様々なジャンルがあり、LDは幅広い知識と技術、芸術性を要求される。
番組制作的には技術者に分類されるが、高い芸術性も要求される事から、カメラマンとならび番組収録の中心的役割を果たす事が多い。

## 分類
LDの専門性は収録を行う場所、番組の内容において分類することができる。

### スタジオ照明
放送局などのスタジオにおいて番組を収録する形態。スタジオの照明設備はテレビ撮影に特化したものとなっており、照明バトンに吊り込んだ照明器具を駆使して映像制作を行う。ドラマ番組や音楽番組、バラエティー番組など様々な収録を行っている。テレビ照明家としての花形的な収録形態である。

### ロケ照明
局外にでて、ENG撮影を行う形態。基本的に一台のカメラで収録を行う場合が多いが、マルチカメラの場合も最近では増えている。ロケ先は室内、屋外など様々あり幅広いシチュエーションがある。バッテリーライトやレフ板、必要があれば電源車などを使用しロケーション撮影を行う。

### 中継照明
中継車などを使用し局外から生放送、もしくは収録を行う形態。一般に多数のカメラを使用するマルチカメラの手法がとられることが多く、照明も大がかりとなることが多い。電源車を使用する場合が多い。

### ドラマ照明
ドラマ番組を制作するために行う照明。番組にもよるが、スタジオとロケで構成されることがほとんどである。ドラマ作品においては、照明の雰囲気で作品トーンの大部分が決まってしまうこともあり、カメラマンと列ぶ重要な役職である。撮影形態が映画撮影のそれと近いため、映画に習いLDを照明技師や、単に技師と呼ぶこともある。

### 音楽照明
音楽番組照明はカラーフィルターやムービングライトなどを駆使し、曲調にあわせた照明変化を行う華やかな世界である。主にスタジオや市民会館等のホールで収録を行い、舞台照明のそれに近い。

### バラエティー、ニュース照明
スタジオ構成番組が多く、情報を的確に伝えることを主とした照明である。

## LDの所属
多くのテレビ照明家は放送局、技術プロダクション会社、照明会社などに所属し、フリーで活躍している事は稀である。ドラマや特集物の大型番組では放送局本体の職員をLDとする場合も見られるが、これは番組や放送局によってまちまちである。NHKと民放の在京キー局は日本テレビを除き、本体職員にLDが存在する。